# Amazon Tower I
Amazon Tower I, também conhecida como Doppler e Rufus 2.0 Block 14, é um arranha-céu comercial, situado na cidade de Seattle, Washington, que abriga a sede corporativa da Amazon.com. É parte do campus de três torres que a Amazon está desenvolvendo no bairro Denny Triangle, localizado na intersecção de Westlake Avenue e 7th Avenue próximo à Praça McGraw.
O campus Amazon, projetado pela firma de arquitetura NBBJ, foi aprovado pelo Departamento de Planejamento e Desenvolvimento de Seattle no final de 2012 e, a escavação, da Torre I começou sob a direção de Sellen Construction em junho de 2013. A construção encerrou-se em fevereiro de 2015 e, inaugurado em 14 de dezembro de 2015.
O edifício de 37 andares, também tem cinco salas de reuniões, com um anfiteatro e palco com assentos em estilo estádio para 2.000 e, seis andares de estacionamento subterrâneo com 1.064 vagas; há também espaço de varejo no térreo, lojas e restaurantes, incluindo um Starbucks, restaurantes locais e, espaço para Food truck. Todo o projeto das 03 (três) torres, está programado para receber o certificado LEED de construção sustentável.
O nome da torre, Doppler, refere-se ao nome de código interno do controlado por voz Amazon Echo. 
Antes da aprovação do complexo da Amazon, foi proposto um prédio de uso misto, projetado para ter 31 andares, sendo os primeiros 16 de uso comercial e, os 17 restantes para uso residencial com 184 unidades; o projeto foi cancelado em 2012. 